# 海技従事者
海技従事者（かいぎじゅうじしゃ）は、日本国内の概念・用語であり、海技士の免許（海技免状）や小型船舶操縦士の免許（小型船舶操縦免許証）を保有する者のこと。

## 概説
大型の船は国境を越えて世界を行き来している。大型の船舶を操縦するためには、ほとんど全ての国で、その国の中で操縦するためにも、何らかの免許が必要とされている。日本もそうした国のひとつであり、海技士の免許を必要とする制度になっている。
海というのは世界中つながっており、国境を越えて船舶は行き来するので、船舶の操縦に関しては基本的に互いの国の制度を尊重するということになっている。
小型の船舶に関しては、世界を見渡すと、免許は不用としている国のほうが（圧倒的に）多い。個人が楽しみで小型～中型の船を操縦するのには免許は全く不要としている国のほうが圧倒的に多い。たとえば、イギリスでセーリング・ボート（主に帆を用いて風の力で進む小型～中型の船。日本で大抵「ヨット」と呼んでいる船）を操縦するには基本的に免許は不要。the Royal Yachting Association (RYA)という、セーリング・ボートに関してイギリスの国を代表する組織が「教育すれども、規制せず」という方針を堅持して、イギリス議会に対しても説得活動をしてきた歴史があるからである。またイギリスではエンジンつきのボートの操縦に関しても、個人的な楽しみで自分自身や家族や友人を乗せるために操縦するのには、免許は全く不要である。（ボートの操縦をビジネスとして対価や収益を得るために、つまり業務として操縦を行ったり、他人ばかりを乗せるためにボートを操縦する場合ならば免許が必要となる。また、大型船が通行するような海路を通行するためにはライセンスを必要とする。）
小型の船に関して（個人的楽しみの操縦、営業目的の操縦の区別なしに）免許制をとっている世界的でも数少ない、例外的な国に米国があり、また日本がある。
小型～中型の船の免許が基本的に不要とされている世界の多数派の国々においても、結局、海で船を操縦するためには、海上交通に関する法規のことを学び、水上で他の船舶とどのようにすれちがうべきなのか、とか、海図の読み方、水上での船の動きの特性、エンジンの扱い方、水上でのマナー、係留のしかた、ロープワーク 等々等々は、（遅かれ早かれ）船を扱う者ならばひととおり学ぶこと、学ばないと困難に直面するので結局学ばざるを得なくなるので、長い目で見れば、免許制になっていることで特に過剰な負荷がかかっているわけではない。また、初心者の段階での事故を抑制する、という効果は期待できる。ただし、操縦を始める前の段階ですでに障壁ができている、という面はあり、（イギリスなどで、最初の障壁が無いので、船に親しむ人が増え、船を操縦したり所有したりする人が多いのに対し）免許制を採用した日本では、船を操縦したり所有したりする人の数が（イギリスなどと比べて）少ないままに留まってしまう、という影響は生んではおり、免許不用方式、免許方式、それぞれ良いところも悪いところもある。世界の国々では免許不要方式が多数派である。
小型～中型の船に関しては世界では大抵、免許不用なので、結果として実際に操縦している者の大半は免許を持っていないので、国境を越えて行き来する小型～中型の船に関しても、どの国でも、特には免許が要求されることはない（自国の船舶関連のライセンスカードなどを見せろ、などと要求されるようなことは無い）。

## 日本の制度
日本の領海内で日本人が船舶を操縦するためには、20トン以上の大型船舶の操縦に関しては海技士の免許、20トン未満の小型船舶の操縦に関しては小型船舶操縦士の免許が必要となっている。
なお、日本の小型船舶操縦士の免許は、日本人にとって日本国内、日本の領海内では必須であるが、（そもそも世界では小型～中型の免許証が要求されることはないので）日本国外ではあまり意味はなく、日本国外では不要であり、外国の港でそれを見せろと要求されることは基本的に無い。日本人であっても、日本の領海の外だけで小型～中型の船舶を操縦するのならば、日本の小型船舶操縦士の免許を取得する必要は無い。たとえば海外の特定のスポットに行き小型～中型の船舶を操縦するのには、日本の小型船舶操縦士の免許を取得する必要は無い。また日本国籍を持つ日本人でも、たとえばセーリング・ボートを日本以外の国で購入しておいて、日本以外の国から出発して、世界各地を巡り、日本以外の国々だけ巡り日本の領海に入らず旅を終えるのならば、小型船舶操縦士の免許を取得する必要もない。（日本船籍の船で）日本人が日本から出発したり、日本へ寄港したり、日本で旅を終える場合は、日本の小型船舶操縦士の免許が必要となる。

## 海技従事者免許
日本での国家試験による海技従事者の免許である海技従事者免許は、2種類に大別される。
- 20トン以上の大型船舶を操縦するのに必要な海技士の免許
- 20トン未満の小型船舶を操縦する小型船舶操縦士の免許

この両者は種類が違うので免許証の様式も異なる（海技免状、小型船舶操縦免許証）。

### 海技従事者免許の区分
| 区分               | 分野              | 免許 | 乗り組み対象となる船舶の種類 | 免許年齢                                |
| ------------------ | ----------------- | --- | --- | --------------------------------------- |
| 海技士             |                   | | |                                         |
| 航海（甲板部）     | 1級海技士         | 総トン数5000トン以上の近海区域を航行区域とする船舶及び乙区域内において従業する漁船、総トン数5000トン以上の遠洋区域を航行区域とする船舶及び甲区域内において従業する漁船 | 満18歳以上 |                                         |
| 航海（甲板部）     | 2級海技士         | 総トン数500トン以上1600トン未満の遠洋区域を航行区域とする船舶及び甲区域内において従業する漁船、総トン数1600トン以上5000トン未満の遠洋区域を航行区域とする船舶及び甲区域内において従業する漁船、総トン数5000トン以上の遠洋区域を航行区域とする船舶及び甲区域内において従業する漁船 | 満18歳以上 |                                         |
| 航海（甲板部）     | 3級海技士         | 総トン数600トン以上の沿海区域を航行区域とする船舶及び丙区域内において従業する漁船、総トン数500トン以上1600トン未満の近海区域を航行区域とする船舶及び乙区域内において従業する漁船、総トン数1600トン以上5000トン未満の近海区域を航行区域とする船舶及び乙区域内において従業する漁船、総トン数5000トン以上の近海区域を航行区域とする船舶及び乙区域内において従業する漁船、総トン数200トン以上500トン未満の遠洋区域を航行区域とする船舶及び甲区域内において従業する漁船、総トン数500トン以上1600トン未満の遠洋区域を航行区域とする船舶及び甲区域内において従業する漁船、総トン数1600トン以上5000トン未満の遠洋区域を航行区域とする船舶及び甲区域内において従業する漁船、総トン数5000トン以上の遠洋区域を航行区域とする船舶及び甲区域内において従業する漁船 | 満18歳以上 |                                         |
| 航海（甲板部）     | 船橋当直3級海技士 | 運航士とよばれ、ブリッジで船舶の安全航行を監視する。 | 満18歳以上 |                                         |
| 航海（甲板部）     | 4級海技士         | 総トン数1600トン以上の平水区域を航行区域とする船舶、総トン数500トン以上1600トン未満の沿海区域を航行区域とする船舶及び丙区域内において従業する漁船、総トン数600トン以上の沿海区域を航行区域とする船舶及び丙区域内において従業する漁船、総トン数200トン以上500トン未満の近海区域を航行区域とする船舶及び乙区域内において従業する漁船、総トン数500トン以上1600トン未満の近海区域を航行区域とする船舶及び乙区域内において従業する漁船、総トン数1600トン以上5000トン未満の近海区域を航行区域とする船舶及び乙区域内において従業する漁船、総トン数5000トン以上の近海区域を航行区域とする船舶及び乙区域内において従業する漁船、総トン数200トン未満の遠洋区域を航行区域とする船舶及び甲区域内において従業する漁船、総トン数200トン以上500トン未満の遠洋区域を航行区域とする船舶及び甲区域内において従業する漁船、総トン数500トン以上1600トン未満の遠洋区域を航行区域とする船舶及び甲区域内において従業する漁船、総トン数1600トン以上5000トン未満の遠洋区域を航行区域とする船舶及び甲区域内において従業する漁船 | 満18歳以上 |                                         |
| 航海（甲板部）     | 5級海技士         | 総トン数200トン以上1600トン未満の平水区域を航行区域とする船舶、総トン数1600トン以上の平水区域を航行区域とする船舶、総トン数200トン以上500トン未満の沿海区域を航行区域とする船舶及び丙区域内において従業する漁船、総トン数500トン以上1600トン未満の沿海区域を航行区域とする船舶及び丙区域内において従業する漁船、総トン数200トン未満の近海区域を航行区域とする船舶及び乙区域内において従業する漁船、総トン数200トン以上500トン未満の近海区域を航行区域とする船舶及び乙区域内において従業する漁船、総トン数500トン以上1600トン未満の近海区域を航行区域とする船舶及び乙区域内において従業する漁船、総トン数1600トン以上5000トン未満の近海区域を航行区域とする船舶及び乙区域内において従業する漁船、総トン数5000トン以上の近海区域を航行区域とする船舶及び乙区域内において従業する漁船、総トン数200トン未満の遠洋区域を航行区域とする船舶及び甲区域内において従業する漁船、総トン数200トン以上500トン未満の遠洋区域を航行区域とする船舶及び甲区域内において従業する漁船 | 満18歳以上 |                                         |
| 航海（甲板部）     | 6級海技士         | 総トン数200トン未満の平水区域を航行区域とする船舶、総トン数200トン未満の沿海区域を航行区域とする船舶及び丙区域内において従業する漁船、総トン数200トン以上500トン未満の沿海区域を航行区域とする船舶及び丙区域内において従業する漁船 | 満18歳以上 |                                         |
| 機関(機関部)       | 1級海技士         | 出力6000キロワット以上の推進機関を有する近海区域を航行区域とする船舶及び乙区域内において従業する漁船、出力6000キロワット以上の推進機関を有する遠洋区域を航行区域とする船舶及び甲区域内において従業する漁船 | 満18歳以上 |                                         |
| 機関(機関部)       | 2級海技士         | 出力1500キロワット以上3000キロワット未満の推進機関を有する遠洋区域を航行区域とする船舶及び甲区域内において従業する漁船、出力3000キロワット以上6000キロワット未満の推進機関を有する遠洋区域を航行区域とする船舶及び甲区域内において従業する漁船、出力6000キロワット以上の推進機関を有する遠洋区域を航行区域とする船舶及び甲区域内において従業する漁船 | 満18歳以上 |                                         |
| 機関(機関部)       | 3級海技士         | 出力3000キロワット以上の推進機関を有する沿海区域を航行区域とする船舶及び丙区域内において従業する漁船、出力1500キロワット以上3000キロワット未満の推進機関を有する近海区域を航行区域とする船舶及び乙区域内において従業する漁船、出力3000キロワット以上6000キロワット未満の推進機関を有する近海区域を航行区域とする船舶及び乙区域内において従業する漁船、出力6000キロワット以上の推進機関を有する近海区域を航行区域とする船舶及び乙区域内において従業する漁船、出力750キロワット以上1500キロワット未満の推進機関を有する遠洋区域を航行区域とする船舶及び甲区域内において従業する漁船、出力1500キロワット以上3000キロワット未満の推進機関を有する遠洋区域を航行区域とする船舶及び甲区域内において従業する漁船、出力3000キロワット以上6000キロワット未満の推進機関を有する遠洋区域を航行区域とする船舶及び甲区域内において従業する漁船、出力6000キロワット以上の推進機関を有する遠洋区域を航行区域とする船舶及び甲区域内において従業する漁船 | 満18歳以上 |                                         |
| 機関(機関部)       | 機関当直3級海技士 | 当直として、船舶内の機関が正常に機能しているかを監視する。 | 満18歳以上 |                                         |
| 機関(機関部)       | 4級海技士         | 出力3000キロワット以上の推進機関を有する平水区域を航行区域とする船舶、出力1500キロワット以上3000キロワット未満の推進機関を有する沿海区域を航行区域とする船舶及び丙区域内において従業する漁船、出力3000キロワット以上の推進機関を有する沿海区域を航行区域とする船舶及び丙区域内において従業する漁船、出力750キロワット以上1500キロワット未満の推進機関を有する近海区域を航行区域とする船舶及び乙区域内において従業する漁船、出力1500キロワット以上3000キロワット未満の推進機関を有する近海区域を航行区域とする船舶及び乙区域内において従業する漁船、出力3000キロワット以上6000キロワット未満の推進機関を有する近海区域を航行区域とする船舶及び乙区域内において従業する漁船、出力6000キロワット以上の推進機関を有する近海区域を航行区域とする船舶及び乙区域内において従業する漁船、出力750キロワット未満の推進機関を有する遠洋区域を航行区域とする船舶及び甲区域内において従業する漁船、出力750キロワット以上1500キロワット未満の推進機関を有する遠洋区域を航行区域とする船舶及び甲区域内において従業する漁船、出力1500キロワット以上3000キロワット未満の推進機関を有する遠洋区域を航行区域とする船舶及び甲区域内において従業する漁船、出力3000キロワット以上6000キロワット未満の推進機関を有する遠洋区域を航行区域とする船舶及び甲区域内において従業する漁船 | 満18歳以上 |                                         |
| 機関(機関部)       | 5級海技士         | 出力750キロワット以上3000キロワット未満の推進機関を有する平水区域を航行区域とする船舶、出力3000キロワット以上の推進機関を有する平水区域を航行区域とする船舶、出力750キロワット以上1500キロワット未満の推進機関を有する沿海区域を航行区域とする船舶及び丙区域内において従業する漁船、出力1500キロワット以上3000キロワット未満の推進機関を有する沿海区域を航行区域とする船舶及び丙区域内において従業する漁船、出力750キロワット未満の推進機関を有する近海区域を航行区域とする船舶及び乙区域内において従業する漁船、出力750キロワット以上1500キロワット未満の推進機関を有する近海区域を航行区域とする船舶及び乙区域内において従業する漁船、出力1500キロワット以上3000キロワット未満の推進機関を有する近海区域を航行区域とする船舶及び乙区域内において従業する漁船、出力3000キロワット以上6000キロワット未満の推進機関を有する近海区域を航行区域とする船舶及び乙区域内において従業する漁船、出力6000キロワット以上の推進機関を有する近海区域を航行区域とする船舶及び乙区域内において従業する漁船、出力750キロワット未満の推進機関を有する遠洋区域を航行区域とする船舶及び甲区域内において従業する漁船、出力750キロワット以上1500キロワット未満の推進機関を有する遠洋区域を航行区域とする船舶及び甲区域内において従業する漁船                                    | 満18歳以上 |                                         |
| 機関(機関部)       | 6級海技士         | 出力750キロワット未満の推進機関を有する平水区域を航行区域とする船舶、出力750キロワット未満の推進機関を有する沿海区域を航行区域とする船舶及び丙区域内において従業する漁船 | 満18歳以上 |                                         |
| 機関(機関部)       | 内燃機関2級       | 出力3000キロワット以上の内燃機関を有する遠洋区域を航行区域とする船舶、出力1500キロワット以上の内燃機関を有する遠洋区域を航行区域とする船舶 | 満18歳以上 |                                         |
| 機関(機関部)       | 内燃機関3級       | 出力1500キロワット未満の内燃機関を有する遠洋区域を航行区域とする船舶、出力750キロワット以上の内燃機関を有する遠洋区域を航行区域とする船舶、出力1500キロワット以上の内燃機関を有する近海区域を航行区域とする船舶、出力3000キロワット以上の内燃機関を有する沿海区域を航行区域とする船舶、出力6000キロワット以上の内燃機関を有する沿海区域を航行区域とする船舶 | 満18歳以上 |                                         |
| 機関(機関部)       | 内燃機関4級       | 出力1500キロワット未満の内燃機関を有する近海区域を航行区域とする船舶、出力750キロワット未満の内燃機関を有する遠洋区域を航行区域とする船舶、出力750キロワット以上の内燃機関を有する近海区域を航行区域とする船舶、出力1500キロワット以上の内燃機関を有する沿海区域を航行区域とする船舶、出力3000キロワット以上の内燃機関を有する平水区域を航行区域とする船舶、出力6000キロワット以上の内燃機関を有する沿海区域を航行区域とする船舶 | 満18歳以上 |                                         |
| 機関(機関部)       | 内燃機関5級       | 出力750キロワット未満の内燃機関を有する近海区域を航行区域とする船舶、出力750キロワット以上の内燃機関を有する沿海区域を航行区域とする船舶、出力750キロワット以上の内燃機関を有する平水区域を航行区域とする船舶、出力1500キロワット以上の内燃機関を有する平水区域を航行区域とする船舶 | 満18歳以上 |                                         |
| 機関(機関部)       | 内燃機関6級       | 出力750キロワット未満の内燃機関を有する沿海区域を航行区域とする船舶、出力750キロワット未満の平水区域を航行区域とする船舶 | 満18歳以上 |                                         |
| 通信（無線部）     | 1級海技士         | 総トン数500トン以上の近海区域又は遠洋区域を航行区域とする国際航海に従事しない旅客船、旅客定員が250人を超えるもの又は総トン数500トン以上の沿海区域を航行区域とする国際航海に従事する旅客船、旅客定員が250人以下の船舶であつて総トン数500トン未満（遠洋区域を航行区域とするものに限る。）の近海区域又は遠洋区域を航行区域とする国際航海に従事する旅客船、旅客定員が250人以下の船舶であつて総トン数500トン以上の近海区域又は遠洋区域を航行区域とする国際航海に従事する旅客船、旅客定員が250人を超え近海区域又は遠洋区域を航行区域とする国際航海に従事する旅客船、総トン数5000トン以上の近海区域を航行区域とする国際航海に従事する船舶であつて旅客船及び漁船以外の船舶、遠洋区域を航行区域とする国際航海に従事する船舶であつて旅客船及び漁船以外の船舶、総トン数1600トン以上の漁船、無線電信等の二重化（インマルサット無線設備の二重化に限る。）を行つているインマルサット無線設備を有する漁船又は無線電信等の陸上保守を行うインマルサット無線設備を有する漁船 | 満18歳以上（受験資格は満17歳9ヶ月以上） |                                         |
| 通信（無線部）     | 2級海技士         | 平水区域又は沿海区域を航行区域とする国際航海に従事しない旅客船、総トン数500トン未満の近海区域又は遠洋区域を航行区域とする国際航海に従事しない旅客船、総トン数500トン以上の近海区域又は遠洋区域を航行区域とする国際航海に従事しない旅客船、旅客定員が250人以下の船舶であつて総トン数500トン未満の沿海区域を航行区域とする国際航海に従事する旅客船、旅客定員が250人以下の船舶であつて総トン数500トン未満（近海区域を航行区域とするものに限る。）の近海区域又は遠洋区域を航行区域とする国際航海に従事する旅客船、旅客定員が250人以下の船舶であつて総トン数500トン以上の近海区域又は遠洋区域を航行区域とする国際航海に従事する旅客船、旅客定員が250人を超え近海区域又は遠洋区域を航行区域とする国際航海に従事する旅客船、国際航海に従事しない船舶であつて旅客船及び漁船以外の船舶、沿海区域を航行区域とする国際航海に従事する船舶であつて旅客船及び漁船以外の船舶、総トン数5000トン未満の近海区域を航行区域とする国際航海に従事する船舶であつて旅客船及び漁船以外の船舶、電気通信業務を取り扱う総トン数500トン未満の漁船、総トン数500トン以上1600トン未満の漁船 | 満18歳以上（受験資格は満17歳9ヶ月以上） |                                         |
| 通信（無線部）     | 3級海技士         | 電気通信業務を取り扱わない総トン数500トン未満の漁船 | 満18歳以上（受験資格は満17歳9ヶ月以上） |                                         |
| 電子通信（無線部） | 1級海技士         | 無線電信等の船上保守を行う国際航海に従事しない旅客船、無線電信等の船上保守を行わない国際航海に従事しない旅客船、無線電信等の船上保守を行うA1水域又はA2水域のみを航行する国際航海に従事する旅客船、無線電信等の船上保守を行わないA1水域又はA2水域のみを航行する国際航海に従事する旅客船、無線電信等の船上保守を行うA3水域又はA4水域を航行する国際航海に従事する旅客船、無線電信等の船上保守を行う船舶、無線電信等の船上保守を行わないA3水域又はA4水域を航行する国際航海に従事する旅客船、無線電信等の船上保守を行う船舶、無線電信等の船上保守を行わない船舶、無線電信等の船上保守を行うインマルサット無線設備を有する漁船、無線電信等の二重化（インマルサット無線設備の二重化を除く。）を行つているインマルサット無線設備を有する漁船、無線電信等の船上保守を行うインマルサット無線設備を有しない漁船、無線電信等の船上保守を行わないインマルサット無線設備を有しない漁船 | 満18歳以上（受験資格は満17歳9ヶ月以上） |                                         |
| 電子通信（無線部） | 2級海技士         | 無線電信等の船上保守を行う国際航海に従事しない旅客船、無線電信等の船上保守を行うA1水域又はA2水域のみを航行する国際航海に従事する旅客船、無線電信等の船上保守を行うA3水域又はA4水域を航行する国際航海に従事する旅客船、無線電信等の船上保守を行う船舶、無線電信等の船上保守を行うインマルサット無線設備を有する漁船、無線電信等の船上保守を行うインマルサット無線設備を有しない漁船 | 満18歳以上（受験資格は満17歳9ヶ月以上） |                                         |
| 電子通信（無線部） | 3級海技士         | 無線電信等の船上保守を行わない国際航海に従事しない旅客船、無線電信等の船上保守を行わないA1水域又はA2水域のみを航行する国際航海に従事する旅客船、無線電信等の船上保守を行わないA3水域又はA4水域を航行する国際航海に従事する旅客船、無線電信等の船上保守を行わない船舶、無線電信等の二重化（インマルサット無線設備の二重化を除く。）を行つているインマルサット無線設備を有する漁船、無線電信等の船上保守を行わないインマルサット無線設備を有しない漁船 | 満18歳以上（受験資格は満17歳9ヶ月以上） |                                         |
| 電子通信（無線部） | 4級海技士         | 無線電信等の二重化（インマルサット無線設備の二重化に限る。）を行つているインマルサット無線設備を有する漁船又は無線電信等の陸上保守を行うインマルサット無線設備を有する漁船 | 満18歳以上（受験資格は満17歳9ヶ月以上） |                                         |
| 小型船舶操縦士     | 小型船舶          | | |                                         |
| 小型船舶操縦士     | 小型船舶          | 1級小型船舶 | 総トン数20トン未満のすべての海域を航行区域とする船舶（ただし海岸より100海里以上離れて航行する場合、六級海技士（機関）以上を有する機関長を乗り込ませなければならない。） | 満18歳以上（受験資格は満17歳9ヶ月以上） |
| 小型船舶操縦士     | 小型船舶          | 2級小型船舶 | 総トン数20トン未満の平水区域および海岸から5海里以内の近海区域を航行区域とする船舶                                                                                       | 満18歳以上（受験資格は満17歳9ヶ月以上） |
| 小型船舶操縦士     | 小型船舶          | 2級小型船舶（湖川小出力限定） | 出力15kw未満の湖・川及び指定水域の近海区域を航行区域とする船舶 | 満16歳以上（受験資格は満15歳9ヶ月以上） |
| 小型船舶操縦士     | 小型船舶          | 特殊小型船舶 | 陸岸から2海里以内の近海区域を航行区域とする水上オートバイ | 満16歳以上（受験資格は満15歳9ヶ月以上） |

### 更新
海技従事者である海技士と小型船舶操縦士の資格は5年ごとの更新によってその有効性が維持される。
小型船舶操縦士においては、身体適性基準を満たしたうえで、一定の乗船履歴を有しているか国土交通大臣の登録を受けた講習実施機関における更新講習を修了することが更新の要件である。

## 海技士国家試験
海技従事者となるための国家資格である海技士の資格試験を「海技士国家試験」という。
国土交通大臣の行なう海技士国家試験に合格することで「海技免許」を受けられる。
海技士資格は乗組が認められる船舶の「内航」「外航」、「船舶の大きさ」、「推進機関の出力」の違いや、職務・部署の違いなどによって29種類に分かれている。海技士国家試験は各地方運輸局（神戸運輸監理部）が年に4回行なっている。筆記と口述の学科試験だけでなく身体検査にも合格する必要がある。さらに、所定の乗船履歴が必要となる。
「大型免許」と呼ばれる3種類の「小型船舶操縦士」以外の免許では、3級海技士（航海）ではレーダー観測者講習、レーダー・自動衝突予防援助装置シミュレーター講習、救命講習、消火講習、上級航海英語講習を、4級海技士（航海）及び5級海技士（航海）ではレーダー観測者講習、レーダー・自動衝突予防援助装置シミュレーター講習、救命講習、消火講習、航海英語講習を、6級海技士（航海）ではレーダー観測者講習、救命講習、消火講習を、3級海技士（機関）では機関救命講習、消火講習、上級機関英語講習を、4級海技士（機関）、5級海技士（機関）では機関救命講習、消火講習、機関英語講習を、6級海技士（機関）では機関救命講習、消火講習を、1～3級海技士（通信）、1～4級海技士（電子通信）では救命講習、消火講習を受講しなければならない。
- 海技士（航海）
  - 1級海技士（航海）試験
  - 2級海技士（航海）試験
  - 3級海技士（航海）試験
  - 4級海技士（航海）試験
  - 5級海技士（航海）試験
  - 6級海技士（航海）試験
  - 船橋当直3級海技士（航海）試験
- 海技士（機関）
  - 1級海技士（機関）試験
  - 2級海技士（機関）試験
  - 3級海技士（機関）試験
  - 4級海技士（機関）試験
  - 5級海技士（機関）試験
  - 6級海技士（機関）試験
  - 機関当直3級海技士（機関）試験
  - 内燃機関2級海技士（機関）試験
  - 内燃機関3級海技士（機関）試験
  - 内燃機関4級海技士（機関）試験
  - 内燃機関5級海技士（機関）試験
  - 内燃機関6級海技士（機関）試験
- 海技士（通信）
  - 1級海技士（通信）試験
  - 2級海技士（通信）試験
  - 3級海技士（通信）試験
- 海技士（電子通信）
  - 1級海技士（電子通信）試験
  - 2級海技士（電子通信）試験
  - 3級海技士（電子通信）試験
  - 4級海技士（電子通信）試験
- 小型船舶操縦士
  - 1級小型船舶操縦士試験
  - 2級小型船舶操縦士試験
  - 特殊小型船舶操縦士試験

※外航船に船長又は航海士として乗船する場合は第1級海上特殊無線技士以上、内航船の場合は第2級海上特殊無線技士以上の免許が必要である。
海技士（通信）と海技士（電子通信）の資格では総務省の「無線従事者免許証」と「船舶局無線従事者証明書」が別に必要となる
。